# Piper kadsura
```

```

Piper kadsura скривеносеменица је из рода Piper, односно из породице Piperaceae. Познат је још и као јапански бибер. Једина је врста из рода Бибера која настањује суптропска подручја и која је отпорна на блаже зимске мразеве. 
Природни ареал ове биљке је Јапан (острва Хоншу, Шикоку, Кјушу, Иво Џима, Рјукју), јужни делови Корејског полуострва и Тајван.